# Formation (Zeitschrift)
Formation war eine rheinland-pfälzische Literaturzeitschrift.
Die Erstausgabe erschien 1974 in Niederwörresbach in einer Auflage von 300 Exemplaren mit Beiträgen der Autorengruppe Nahe. Ab Heft 2 (1976) erschien Formation mit Texten von der Autorengruppe Kaiserslautern, auch ergab sich eine Mitwirkung durch den ASTA der Universität Kaiserslautern. Herausgeber waren damals hauptsächlich Gerd Forster und Theo Schneider. Das literarische Niveau und die Auflagenstärke steigerten sich im Laufe der Zeit durch dazugewonnene überregional bekannte Autoren beträchtlich. Es sollten ursprünglich pro Jahr 2 Hefte erscheinen, dies konnte aber nicht eingehalten werden.
In der Formation wurden in der Regel Texte vom Autorinnen und Autoren aus Rheinland-Pfalz sowie aus angrenzenden Regionen, z. B. Saarland und Luxemburg, publiziert. Lyrik überwiegt im Vergleich zur erzählenden Prosa. Regelmäßig wurden Themenschwerpunkte wie z. B. "Menschen über Kinder / Kinder unter Menschen" oder "Zum Verhältnis von Schriftsteller und Staatsmacht" gesetzt.
1982 wurde Formation nach Erscheinen von Heft 10 eingestellt.
Folgende Autoren wirkten u. a. in den Ausgaben mit: Michael Buselmeier, Anni Becker, Gerd Forster, Erwin Damian, Susanne Faschon, Walter Olinger, Theo Schneider, Sigfrid Gauch, Michael Bauer, Karin Voigt, Arno Rheinfrank, Birgit Berg, Wolfgang Schlegel, Johanna Anderka, Klaus Bernarding, Wolfgang Bittner, Peter Paul Zahl, Hadayatullah Hübsch, Charlotte Christoff, Heiner Feldhoff und Theodor Weißenborn.